# Andreas Peter Cornelius Sol
Andreas Peter Cornelius Sol (19 octobre 1915 à Amsterdam - 26 mars 2016 à Ambon en Indonésie) est un missionnaire, prélat indonésien originaire des Pays-Bas, évêque du diocèse d'Amboina en Indonésie de 1965 à 1994.

## Biographie
Il est ordonné prêtre pour les Missionnaires du Sacré-Cœur de Jésus le 10 août 1940, en pleine Seconde Guerre mondiale, puis il est envoyé aux Indes orientales néerlandaises. 

### Évêque
Le 10 décembre 1963, le pape Paul VI le nomme évêque coadjuteur d'Amboina, il reçoit l'ordination épiscopale le 25 février 1964 suivant, des mains de Mgr Jacques Grent.
À la démission de son prédécesseur Jacques Grent, il lui succède comme évêque d'Amboina.